# تموکاپریل
تموکاپریل (Temocapril) که با نام تجاری آسکول (Acecol) به فروش می‌رسد، جهت مصرف در ایالات متحده مورد تائید قرار نگرفته است، اما در برخی کشورها از جمله ژاپن و کره جنوبی تائید شده و استفاده می‌شود.
این دارو جزء داروهای مهارکننده آنزیم مبدل آنژیوتانسین است و در درمان فشارخون بالا به کار می‌رود.